# Gold-Johannisbeere
Die Gold-Johannisbeere (Ribes aureum) ist eine nordamerikanische Strauchart aus der Gattung der Johannisbeeren (Ribes) in der Familie der Stachelbeergewächse (Grossulariaceae).

## Beschreibung
Die Gold-Johannisbeere ist ein sommergrüner, 2–3 m hoher Strauch. Seine bis 4 cm breiten, fast kahlen, schwach glänzenden Blätter sind drei- oder fünflappig. Im Herbst verfärben sie sich rot. Die Blüten sitzen in 5 bis 6 cm langen hängenden Trauben und duften kleeartig. Der Blütenbecher ist kahl. Die fünf kurzen, aufrechten, gelblichen Kronblätter färben sich meist rötlich. Sie werden vom Kranz der goldgelben, größeren, kronblattähnlichen Kelchzipfel umgeben. Aus den Fruchtknoten entwickeln sich purpurbraune bis schwarze, etwa 8 mm große essbare Beeren mit säuerlich-fruchtigem Aroma.
Die Chromosomenzahl beträgt 2n = 16.

## Verbreitung und Nutzung
Die Gold-Johannisbeere kommt urwüchsig in Kanada, den USA und im nördlichen Mexiko vor. Sie wird in ihrer Heimat, aber auch in Europa wegen ihrer goldgelben Blütentrauben als Zierstrauch gepflanzt. Sie ist vollständig winterhart und verträgt auch trockene Böden. Als Obststrauch wird sie in Mitteleuropa selten genutzt. Baumschulen verwenden sie aber als Stammbildner und gelegentlich als Unterlage für die Veredelung mit Stachel- oder Johannisbeeren.

## Systematik

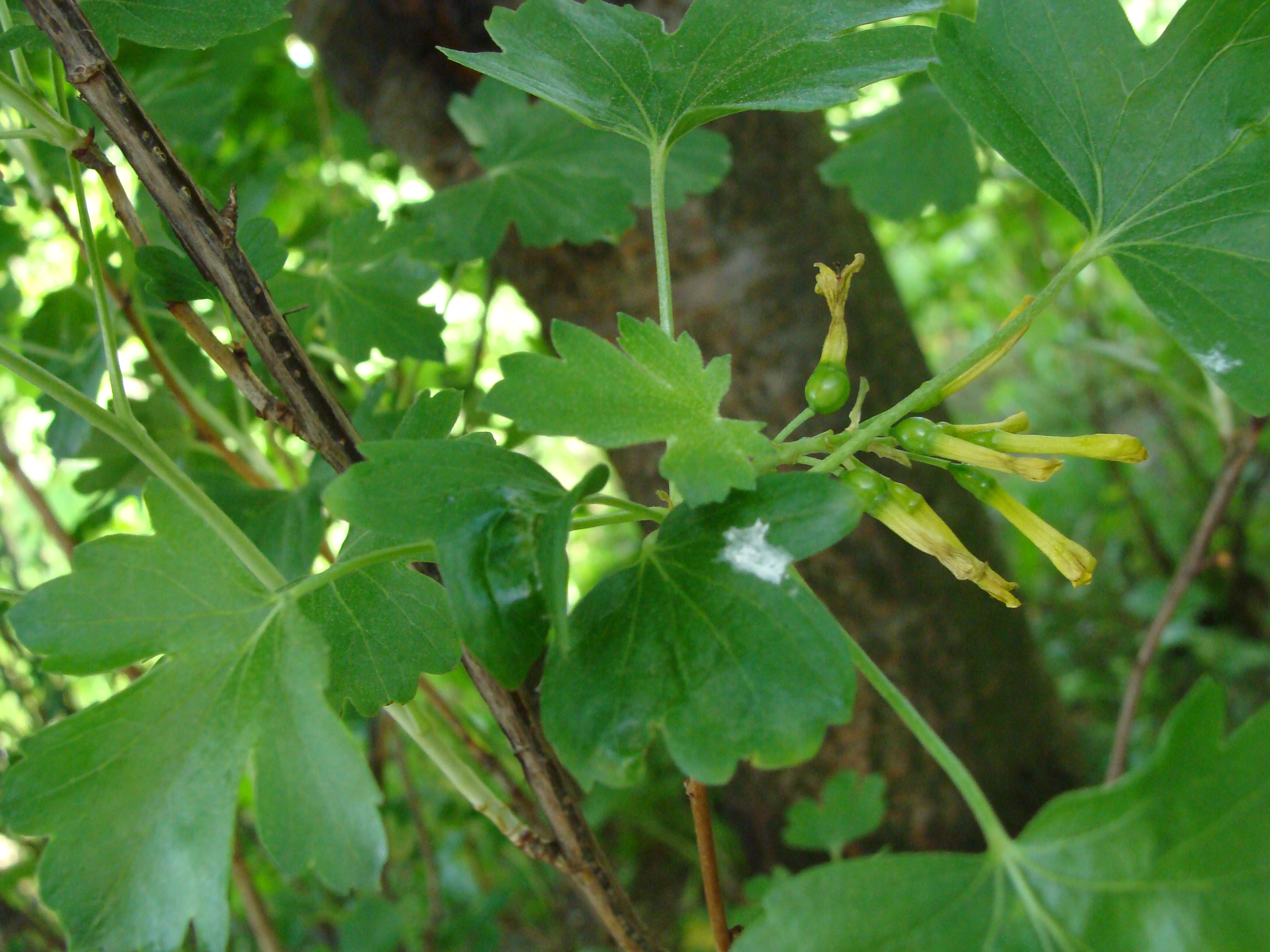
Laubblätter der Gold-Johannisbeere

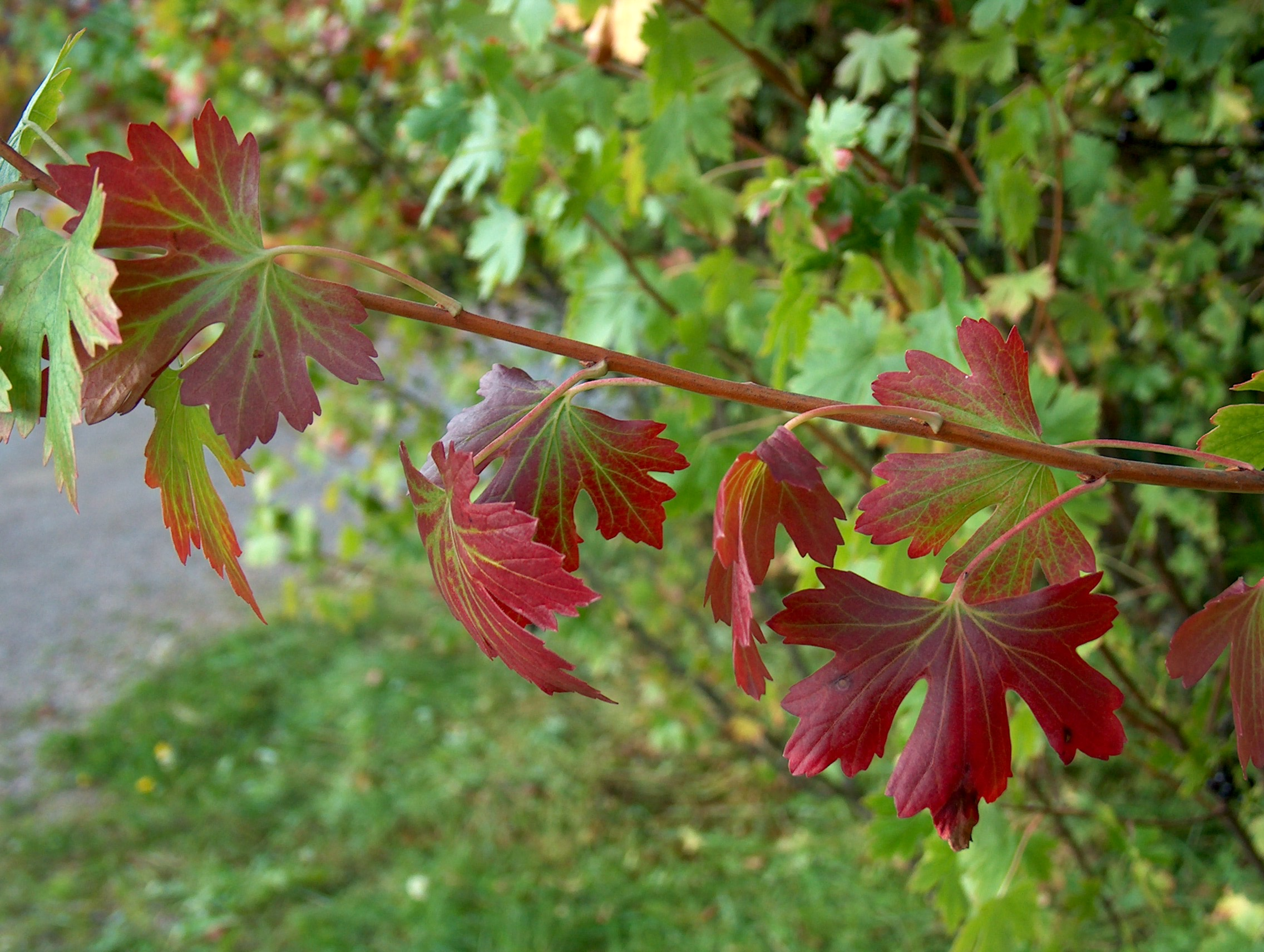
Herbstfärbung

Innerhalb der Gattung Ribes gehört Ribes aureum zusammen mit der Blut-Johannisbeere und der Schwarzen Johannisbeere zur Untergattung Coreosma (Spach) Jancz.. 
In Nordamerika werden drei Varietäten unterschieden:
- Ribes aureum var. aureum: Sie kommt in Kanada und in den westlichen und zentralen Vereinigten Staaten in Höhenlagen von 0 bis 3000 Metern Meereshöhe vor.[2]
- Ribes aureum var. gracillimum (Coville & Britton) Jepson: Sie kommt nur in Kalifornien in Höhenlagen von 100 bis 1000 Metern Meereshöhe vor.[2]
- Ribes aureum var. villosum DC. (Syn.: Ribes odoratum H.L.Wendl.):[2] Sie kommt im südöstlichen Kanada und in den Vereinigten Staaten außer im Westen vor.[2] Sie unterscheidet sich jedoch unter anderem durch größere, an den Rändern und auf der Fläche stärker behaarte Blätter.

## Belege
1. ↑  Erich Oberdorfer: Pflanzensoziologische Exkursionsflora für Deutschland und angrenzende Gebiete. 8. Auflage. Verlag Eugen Ulmer, Stuttgart 2001, ISBN 3-8001-3131-5, S. 496.
2. 1 2 3 4 5  Nancy R. Morin: Ribes Linnaeus. In: Flora of North America, vol. 8.  .